# Martín Eusebio Barra López
Martín Eusebio Barra López   (Saragossa, 1956) és un diputat del Parlament de Catalunya.
Diplomat en fisioteràpia per la Universitat de Saragossa i Doctor en ciències de la salut i l'esport per la mateixa universitat. Des del 2002 treballa a l'Institut Català de Salut. També és professor associat al grau de fisioteràpia a la Universitat Internacional de Catalunya.
Va ser regidor per Ciutadans - Partit de la Ciutadania a Viladecans des de maig de 2015 fins al gener de 2016, quan va entrar al Parlament de Catalunya substituint Fran Hervías.
A les eleccions al Parlament de Catalunya de 2017 fou escollit com a diputat amb la llista de Ciutadans - Partit de la Ciutadania.